# Свети Георги (Елевтерио)
Вижте пояснителната страница за други значения на Свети Георги.
„Свети Георги“ (на гръцки: Αγίου Γεωργίου Ελευθερίου) е православна църква в солунския квартал Елевтерио (Нео Харманкьой), Гърция, част от Неаполската и Ставруполска епархия.
Църквата е разположена на едноименния площад „Агиос Георгиос“ в южната част на Елевтерио. Първият храм е изграден в 20-те години на XX век от заселените в района бежанци, но постепенно става малък за нарасналото население. На 30 юни 1974 година митрополит Дионисий Неаполски и Ставруполски поставя основния камък на нов храм и в 1980 година го освещава. В архитектурно отношение е кръстокуполен храм във византийски стил. Скоро след това е добавен пронаосът, в който има параклис „Света Екатерина“. В 1994 година към северната страна на храма е добавен параклисът „Трима Светители“. Изписан е в 1993 година.